# Needless
Needless (ニードレス Niidoresu?) es un manga y anime del género de acción, comedia y ciencia ficción de Kami Imai. Serializado en la revista Seinen de Shūeisha, la Ultra Jump a partir de 2003. Una adaptación del anime por Madhouse comenzó a emitirse el 2 de julio de 2009.

## Argumento
Needless se desarrolla a partir del año 2130, medio siglo después de la Tercera Guerra Mundial. Debido a los acontecimientos de la Tercera Guerra Mundial, un cráter blanco , ha aparecido en lo que fue Tokyo. Los habitantes de esta zona han adquirido poderes y quieren gobernar el mundo. Estos poderes los consumen por completo si no son usados con precaución pero un joven, llamado Kuroshi, está experimentado para poder controlarlo a voluntad esos poderes son llamados "Fragmentos". La gente de la ciudad en el exterior tienen una etiqueta para aquellos quienes tiene estos poderes extraños. Todo el mundo los tienen aislados porque no los comprenden ¿pero un día todo esto cambiara?.
El manga ha tenido una primera parte y una segunda parte vistas hasta ahora. La primera parte, presenta los personajes, comenzando con el encuentro entre Cruz Schild y Adam Blade. El arco de los acontecimientos dieron lugar a los dos bandos opuestos luchando en la torre de Simeon. La batalla terminó cuando Adán Arclight, loco de furia, dado a conocer todo el poder de su PF Zero. Esto causó una gran explosión que dañó el edificio Simeón, y todos se dispersaron. Cruz se despertó solo en las ruinas del edificio Simeón y luego de una visión de Adam Blade, recuperó algo de valor.
La Parte II está en curso y se centra en la Cruz, y los viajes a encontrar a sus amigos dispersos. Ha tenido éxito haciendo varios nuevos aliados y Arclight es consciente de que Cruz está vivo y ha ordenado su muerte.

## Organizaciones, Lugares y Conceptos Importantes

### Simeon
Una gran organización de investigación farmacéutica y tecnológica. Se dijo que Simeon a cabo de experimentos con seres humanos busca la inmortalidad. La compañía parece tener una gran influencia en todo Japón. El Blackspot está dirigido por Adam Arclight, y es su base de poder. Eve erróneamente llama a Simeon, "Shimeji".

### Missing Link
Son la denominación que poseen los Needless más poderosos. Sus poderes son los más cercanos a ser de cualidades divinas, por eso se cree que son los eslabones perdidos entre el hombre y dios (de ahí el nombre Missing Link, eslabón perdido en inglés). Debido que los fragmentos de los Missing Link para ser utilizados requieren desbloquear zonas no utilizadas del cerebro simultáneamente (los fragmentos normales requieren sólo una) a Blade le cuesta bastante memorizarlos al punto de que hasta el momento no ha logrado memorizar ninguno (sin embargo, nunca se ha negado que pueda hacerlo). Entre los fragmentos de Missing Link más conocidos se encuentran: la Psychokinesis de Riru Roukakuji, el Daiyon Haddou de Saten, el Bermuda Athport de Uten, el dopperganger de Eve y el Agnishiwattas de Aruka Shild.

### Iron Mountain
Una base de misterios que se dice que tienen casi toda la historia de la humanidad. Se supone que fue destruido durante la Tercera Guerra Mundial, pero parece estar en perfectas condiciones. En el anime, los únicos habitantes son Disk y su batallón de Testaments.

### The Second
Un hombre que emergió de las ruinas de Japón para ayudar a la gente después de la Tercera Guerra Mundial. Considerado como el Needless más poderoso capaz de usar todos los fragmentos.
Considerado como la segunda llegada de Dios, se lo llamó El Segundo (The Second, en inglés). Después de su desaparición muchos creyeron que sus poderes fueron esparcidos a cada individuo llamado Needless, por eso esos poderes se llaman Fragmentos.

## Curiosidades
- Kuchinashi se expresa con una carpeta y un permanente de igual manera que Suzuho Hasegawa de Macademi Wasshoi!
- En el episodio 21, Adam Blade de niño se parece a Crane Bahnsteik de Cyber Team in Akihabara.
- Los fragmentos de los needless son la contrapartida de las Akuma no mi de One Piece y de 11eyes, es decir un fragmento por persona.
- Adam Arclight absorbe a sus adversarios de la misma manera que Naraku de Inuyasha, Lanancuras de Shinzo (anime) y Alucard de Hellsing para adquirir sus poderes y hacerse más fuerte.
- El personaje Jun del episodio 17 se parece a Ageha Kurono la madre Kurumu Kurono de Rosario + Vampire.
- El personaje Yua del episodio 19 se parece a Nymph de Sora no Otoshimono.
- En el episodio 8, minuto 10:17 un needless saca garras de sus nudillos como Wolverine.
- En el episodio 24, minuto 21:38 aparece Lisa Wildman y Flandre de Princess Resurrection.
- Misaki puede controlar la tierra como Terra (cómic) de DC Comics
- En el episodio 1 minuto 3:11 aparece Kazuma Kuwabara de Yu Yu Hakusho y Asa shigure de Shuffle!

## Anime
Una adaptación al anime comenzó a transmitirse en Tokyo MX el 2 de julio de 2009. Dirigida por Masayuki Sakoi, contiene 24 episodios.
El anime ha disminuido algunos de los aspectos más violentos del manga. Por ejemplo, en el anime Eve usa su taladro para perforar el estómago de Adam Blade, en lugar de la cabeza como en el manga. También, una parte de relleno del anime muestra al equipo de chicas de Simeon humillando a un equipo rival, mientras que en el manga, las matan.

### Banda sonora
La banda sonora del anime fue compuesta por Tatsuya Katou y Masaaki Iizuka.
OST (la música de fondo).
- "I got you under my skin" (álbum).

Interpretado por: e-ZUKA
Openings
- "Modern Strange Cowboy"

Interpretado por: GRANRODEO.
- "Scarlet Bomb!"

Interpretado por: Aki Misato.
Endings
- "Agressive Zone"
- "WANTED! for the love"

Ambos interpretados por: NEEDLESS★ Girls+ (grupo conformado por las seiyuu de la serie: Aya Endo, Yui Makino, Emir Katou, Saori Goto y Eri Kitamura).